# 中缅胞波狂欢节
中缅胞波狂欢节，是中华人民共和国与缅甸开展的双边交往与旅游节庆活动，于瑞丽市举办，“和平、发展、吉祥、共观”是狂欢节主题。

## 历史
2000年4月，首届中缅胞波狂欢节举行，由瑞丽市政府主办、木姐地区和平发展委员会协办，瑞丽、畹町、木姐、九谷、南坎等地的文艺团体参加，3,600人参与开幕式巡游，狂欢节期间瑞丽共接待游客18万人次。首届狂欢节的举办引起中缅双方高层的注意，第二届狂欢节开始，主办方从地方政府升格为云南省旅游局和缅甸旅游部宾馆饭店司。狂欢节活动有开幕式巡游、民间趣味活动、藤球比赛、音乐节、美食节等。至2019年，中缅胞波狂欢节已举办十九届。受非典疫情影响，2003年狂欢节未能举办。受新冠疫情影响，2020年至2022年狂欢节未能举办。